# Томислав Зубчић
Томислав Зубчић (Задар, 17. јануар 1990) хрватски је кошаркаш. Игра на позицијама крилног центра и центра, а тренутно наступа за Лондон лајонсе.

## Успеси

### Клупски
- Цибона:
  - Првенство Хрватске (3): 2008/09, 2009/10, 2011/12.
  - Куп Хрватске (1): 2009.

- Цедевита:
  - Првенство Хрватске (2): 2013/14, 2014/15.
  - Куп Хрватске (2): 2014, 2015.

### Репрезентативни
- Светско првенство до 19 година:  2009.
- Европско првенство до 18 година:  2008.